# 貝殼 (小說)
《貝殼》是倪匡筆下科幻小說衛斯理系列之一。故事講述一個富商因為名韁利鎖纏身，束縛太多，甘願變成一隻海螺。此書的後傳是《未來身份》及《移魂怪物》。本故事亦曾經被改編成廣播劇。

## 故事內容

### 沙灘上的一枚貝殼
衛斯理的好友私家偵探小郭受了富商萬良生之妻何豔容所托，要求他阻止萬良生在他的遊艇「快樂號」與電影名星紅蘭幽會。可是，紅蘭事實上臨時失了約，只得萬良生駕走遊艇。而小郭只發現了無人的遊艇停在一個荒島附近，而不見萬良生本人。小郭在遊艇旁邊的荒島上的沙灘，發現一枚奇形怪狀的貝殼裹在繡著「快樂號」標誌的毛巾中。然而，經過警方三日三夜日夜不停的搜索，依然未能找到萬良生。

### 夜半歌聲
七天之後，衛斯理與小郭討論這件事件，但沒有甚麼特別收穫。而正當警方宣佈放棄繼續搜尋，何豔容上門來找衛斯理，希望他能幫忙找回丈夫萬良生。於是衛斯理便約小郭一起乘搭「快樂號」往該荒島。到了碼頭，他們卻從船員口中得知船上「鬧鬼」——他們聽到萬良生在唱歌，但衛斯理和小郭不以為意。

### 一艘金色的遊艇
衛斯理和小郭上船後，衛斯理發現那枚貝殼其實是一枚活的螺。而他們到達島上搜尋沒有收穫後，出現意見分歧，衛斯理認為還可追查，小郭則同意警方的結論，因此小郭退出調查。回程時，衛斯理無意中也竟然聽到萬良生在唱歌。

### 兩個陌生人
翌日，衛斯理再獨自到荒島調查，遇到兩個陌生人，他們卻認錯衛斯理是萬良生，但奇怪的是衛斯理與萬良生在外貌上有明顯的差異，不可能會認錯。其後他們的說話引起衛斯理懷疑，便打算將他們交給警方，卻被他們在海中逃脫。由於他們逃脫的方向正進行海軍演習，傑克上校便認為只是兩個海軍人員向衛斯理開玩笑。

### 深海岩洞
衛斯理回家與白素商量後，他們兩人再登上「快樂號」往該荒島調查。在船上，白素發現那枚螺是一種深水螺細腰肩棘螺，很難在海灘拾到，懷疑海水曾有變化，於是他們決定潛水調查。他們使用海底推進器潛水半小時後，在一個深水岩洞外找到三枚細腰肩棘螺，便潛入洞內調查，發現奇怪地不斷有巨大的氣泡冒出來。然而他們走出洞外，竟然發現暫時放下來的推進器不見了，只好浮上水面漂浮游泳，在大海上等待救援。

### 生存與毀滅
一小時後，衛斯理和白素被一艘遊艇發現救起，發現船主正是之前衛斯理在荒島上遇見的那兩位陌生人。他們又再一次認錯衛斯理是萬良生。正當衛斯理想抓著他們時，他們卻跳海逃走。衛斯理和白素在船內發現他們的推進器，以及有兩個人的身體。衛斯理和白素便駕著遊艇回到荒島，竟發現「快樂號」出現了萬良生及那兩個陌生人，但上了「快樂號」卻找不到萬良生。此時，那兩個陌生人返回自己的遊艇極速逃走，衛斯理和白素則駕著從後追趕，最後衛斯理成功上了那隻遊艇。

### 移魂怪物
在遊艇上，那兩個陌生人告訴衛斯理，萬良生變了另一種生活方式，因為他覺得沒有自己，所以便在他們的協助下變成了一枚螺。正當衛斯理想追問時，卻被他們在背上一推，拋下海中，結果被「快樂號」上的白素救起，而那兩個陌生人則不知所終。當衛斯理回到快樂號上，白素向衛斯理坦言，萬良生與她對話，她亦知道萬良生變成了一枚螺，並喜歡當一個獨立個體，過無拘無束的生活，要求白素把他拋下海中，白素亦照樣做了。聽到這些事情。衛斯理只有無言。

### 尾聲
至於那兩個人的身份，後記則指為外星人。他們可以自由移動靈魂，而身體就是外星人的「工具」。

## 作者想表達的觀點
- 根據作者在序中提及，這篇小說的主題，是想表現出：一個人如果失去了自己，那麼在他身上的一切名利，也是虛空的，而再多的名利，加起來都不如自己靈魂的完成自我重要。
- 書中的外星人可以移動自己的靈魂，在不同軀殼間自由來去，這個主題，也是「靈魂(腦波)移動」這一類故事的濫觴，這個理念後來發展成了《頭髮》和《老貓》。

## 廣播劇
- 香港電台於1984年以粵語首播《貝殼》廣播劇，合共5集。
  - 監製：李安求
  - 配音
    - 李學斌 飾演 衛斯理
    - 車森梅 飾演 白素
    - 蔡雅各 飾演 小郭
    - 譚翠蓮 飾演 萬良生之妻何豔容

  - 重溫 （页面存档备份，存于）

- 香港商業電台以粵語於1987年星期一至五，每日下午三時正播出《貝殼》廣播劇，合共8集。為商台衛斯理廣播劇系列第十個故事。
  - 監製：金貴
  - 改編：圓方
  - 配音
    - 朱子聰 飾演 衛斯理
    - 錢佩卿 飾演 白素
    - 馮天衡 飾演 郭則清（小郭）
    - 朱雪梅 飾演 萬良生之妻何豔容
    - 盧　雄 飾演 外星人
    - 陳永信 飾演 外星人
    - 莫佩雯 飾演 唐婉兒（郭太太）
    - 金　貴 飾演 徐諒
    - 甄錦華 飾演 阿陳（偵探社職員）
    - 吳忠泰 飾演 阿茂（快樂號船員）
    - 李　錦 飾演 阿壽（快樂號船員）
    - 金　貴 飾演 萬良生

| 前任者： 018 支離人 | 衛斯理系列（按編號） 019 貝殼、消失                  | 繼任者： 020 仙境、奇玉 |
| 前任者： 老貓       | 衛斯理系列（按連載時序） 1971年12月2日至1972年2月7日 | 繼任者： 地圖           |